# Myrmecia formosa
Myrmecia formosa är en myrart som beskrevs av Wheeler 1933. Myrmecia formosa ingår i släktet bulldoggsmyror, och familjen myror. Inga underarter finns listade i Catalogue of Life.